# Valerie Maxfield
Valerie Maxfield FSA é uma arqueóloga sobre Roma e professora emérita de Arqueologia na Universidade de Exeter, na Inglaterra. Ela é especialista em arqueologia do exército romano e das fronteiras, e editou os Anais da Sociedade Arqueológica de Devon até dezembro de 2020.

## Carreira acadêmica
Valerie concluiu o curso de graduação em História na Universidade de Leicester e o doutorado na Universidade de Durham em 1972, no Trevelyan College, supervisionado por Brian Dobson. Ela estudou na Escola Britânica em Roma e foi então nomeada professora de Arqueologia na Universidade de Exeter. Maxfield se aposentou da universidade em 2008, coincidindo com a aposentadoria de Bryony Coles. Para assinalar a sua partida, o departamento de arqueologia realizou uma conferência dedicada a eles intitulada “Do Deserto ao Pantanal”. Valerie Maxfield é atualmente professora emérita de Arqueologia na Universidade de Exeter.

## Escavações
Em 1972, Maxfield escavou o acampamento temporário romano em Eskbank, revelando seu complexo de entrada e, em 1975, uma série de fossos no acampamento. Ela escavou o forte romano de Camelon, em Falkirk, de 1975 a 1977, e descobriu um novo acampamento em Lochlands por meio de escavações em 1980 a 1984. Maxfield trabalhou no Deserto Oriental do Egito desde 1987 e escavou em Mons Porphyrites com David Peacock na década de 1990. Isto levou a uma doação de £ 5.595 da Academia Britânica em 2005 para financiar o trabalho pós-escavação no projeto.

## Sociedades arqueológicas
Valerie Maxfield foi co-fundadora da Sociedade Adriânica em 1971 com David Breeze e Brian Dobson e foi eleito membro da Sociedade de Antiquários de Londres em 1978. Maxfield é membro da Escola de Arqueologia de Durham. Ela tem um envolvimento de longa data com a Sociedade de Arqueologia de Devon e a Sociedade de Arqueologia de Cornwall, da qual foi presidente em 2014. Ela é a atual vice-presidente da Sociedade de Arqueologia de Devon e edita o jornal da sociedade.

## Publicações selecionadas
- V. Maxfield 1972. Excavations at Eskbank Midlothian, 1972. Proceedings of the Society of Antiquaries of Scotland. 141-150.
- Maxfield, Valerie A. (1981). The Military Decorations of the Roman Army (em inglês). Berkeley: University of California Press. 304 páginas. ISBN 978-0520044999. OCLC 7464710
- V.A. Maxfield. 1986. Pre-Flavian Forts and their Garrisons. Britannia 17: 59-72.
- V. Maxfield. 1989. The Saxon Shore: A Handbook. Exeter: Exeter University Press.
- Dobson, B. and Maxfield, V. 1995. Some Inscriptions of Roman Britain. London: London Association of Classical Teachers
- V.A. Maxfield, D. Peacock. 2001. The Roman Imperial Quarries: Survey and Excavation at Mons Porphyrites 1994-1998 Volume 2. London: Egypt Exploration Society.
- V.A. Maxfield. 2001. Stone quarrying in the Eastern Desert with particular reference to Mons Claudianus and Mons Porphyrites. In D. Mattingly and J. Salmon. Economies beyond Agriculture in the Classical World.
- V.A. Maxfield and D. Peacock. 2001. Survey and Excavation. Mons Claudianus 1987-1993 II: Excavations part 1. Cairo: Institute francais d'archeologie orientale
- V.A. Maxfield and M.J. Dobson (eds). 2003. Roman Frontier Studies. Liverpool: Liverpool University Press.
- V.A. Maxfield. 2003. Ostraca and the Roman army in the Eastern desert. Bulletin of the Institute of Classical Studies 46: 153-173.